# Robbie Blake
Robert James Blake, mais conhecido como Robbie Blake (Middlesbrough, 4 de março de 1976), é um ex-futebolista britânico que atuava como meia-atacante.
Profissonalizou-se em 1994, no Darlington, onde atuou em 68 jogos e fez 21 gols. Seu desempenho chamou a atenção do ,Bradford City, que pagou 300 mil libras para contar com o jogador. Contabilizando jogos apenas da Premier League e da EFL Championship (segunda divisão), Blake disputou 492 partidas e fez 121 gols entre 1997 e 2012, atuando também por Nottingham Forest (empréstimo), Burnley (2 passagens), Birmingham City, Leeds United e Bolton Wanderers.
Na temporada 2012–13, defendeu o Doncaster Rovers, então na League One (terceira divisão), que o contratou numa transferência sem custos ao clube. Pelos Rovers, o meia-atacante atuou em apenas 7 jogos, não tendo feito nenhum gol. Após deixar o Doncaster em março de 2013, Blake ficou 7 meses sem jogar, assinando (também sem custos) com o Team Northumbria, equipe das divisões amadoras do futebol inglês, onde encerrou sua carreira no mesmo ano.

## Títulos e campanhas de destaque
Bradford City
- Segunda Divisão: vice-campeão (1998–99)

Burnley
- Segunda Divisão: vencedor dos play-offs de acesso (2007–08)

Leeds United
- Segunda Divisão: vencedor dos play-offs de acesso (2005–06)

### Individuais
- Jogador do ano do Burnley: 2009